# Ed Colligan
Ed Colligan (nacido el 4 de marzo de 1961) es el presidente y director ejecutivo de Palm, Inc.
Se graduó en 1983 con una licenciatura en Ciencia políticas de la Universidad de Oregón. Tras ello trabaja en Radius Corporation como vicepresidente de marketing y productos estratégicos.
Colligan fue uno de los fundadores de Palm, Inc., donde lideró la campaña de marketing que lanzó la familia Palm de PDAs. Cuando en junio de 1998 los tres fundadores abandonan Palm descontentos con 3Com para fundar Handspring, asume los cargos de presidente y CEO.
Cuando en 2003 se produce la fusión de Handspring con la división de hardware de Palm, asume ambos cargos en la compañía resultante.